# Pz.Kpfw. I Ausf. C
Panzerkampfwagen I Ausführung C (Pz.Kpfw. I Ausf. C, Pz. I C), также известный под обозначением VK 6.01 — немецкий лёгкий танк периода Второй мировой войны. Несмотря на то, что он обозначался как модификация лёгкого танка Pz.Kpfw. I, он являлся практически полностью новой машиной, не имевшей с ним почти ничего общего.

## История создания
Хотя Pz. I C формально обозначался как модификация танка Pz.Kpfw. I, он на самом деле являлся практически полностью новой машиной. Разработка Pz.Kpfw. I Ausf. С была начата осенью 1939 года фирмами Krauss-Maffei и Daimler-Benz по заданию вермахта на создание лёгкого аэротранспортабельного танка.

## Производство
С июля по декабрь 1942 года было выпущено 40 единиц Pz.Kpfw. I Ausf. C (№ 150101 — 150140), также было построено 6 прототипов.

## Эксплуатация и боевое применение
Танк использовался в войсках ВДВ, транспортными планерами Me.321 или самолётами Me.323.
Два из выпущенных танков испытывались в 1943 году на Восточном фронте, другие же поступали на вооружение резервных частей и в боях участия практически не принимали.

## В массовой культуре

### В компьютерных играх
Из-за того, что Pz. I C не производился в крупной серии, его можно встретить лишь в одной ММО-игре World of Tanks. В Мире Танков Pz. I C был введён в обновлении 0.8.6, с обновления 1.9 является коллекционным танком 3 уровня.